# Terry Desmond Macfarlane
Terry Desmond Macfarlane ( n. 1953 ) es un botánico australiano.
Es investigador taxónomo en el "Herbario de Australia Occidental, Departamento de Agricultura", en Perth (Australia). Se ha especializado en las familias Colchicaceae, Dasypogonaceae, Haemodoraceae, Papilionaceae, Poaceae, y en sistemas taxonómicos de "databases".

## Algunas publicaciones
- c.s. Edwards, terry d. MacFarlane. 1983. Research Applications of Free-text Retrieval from a Grass Genera Data Base Using STATUS. Editor Department of Agr. Western Australia. 7 pp.

- terry d. MacFarlane. 1979. A Taxonomic Study of the Pooid Grasses. Editor Australian Nat. Univ.

- La abreviatura «T.D.Macfarl.» se emplea para indicar a Terry Desmond Macfarlane como autoridad en la descripción y clasificación científica de los vegetales.[1]

A mayo de 2012, se poseen 83 registros de sus identificaciones y nombramientos de nuevas especies, fundamentalmente de la familia de Colchicaceae.